# Hubbell Hill
Pour les articles homonymes, voir Hubbell.
Hubbell Hill est une colline près de Ganado, dans le comté d'Apache, en Arizona. Culminant à 1 960 m d'altitude, elle surplombe le Hubbell Trading Post National Historic Site sans être située à l'intérieur du périmètre de protection de ce site historique national centré sur un poste de traite.
Le monticule porte le nom de Don Lorenzo Hubbell, marchand et homme politique à l'origine de ce poste de traite. Mort le 12 novembre 1930, l'homme y est enterré ainsi que plusieurs de ses proches, parmi lesquels son épouse ou encore son ami le chef navajo Many Horses.